# Phil Wizard
Phil Wizard, nom de scène de Philip Kim, né le 25 janvier 1997 à Toronto, est un danseur canadien spécialisé dans le break. Il remporte les Championnats du monde de breakdance en 2022, ainsi que la médaille d'or en breaking aux Jeux olympiques d'été de 2024.

## Biographie
Kim est né de parents coréens à Toronto, au Canada. Il fréquente l'école secondaire Magee (en) à Vancouver, où il s'absente fréquemment des cours pour aller aux toilettes afin d'essayer de nouveaux mouvements et pour s'entraîner dans le couloir. Il fréquente brièvement l'université avant d'abandonner son cursus pour se consacrer au break.

## Carrière
L'amour de Kim pour le break commence en 2009, lorsqu'il voit le groupe Now or Never (N.O.N.) présenter des spectacles de rue au centre-ville de Vancouver,. Son nom de scène lui est donné par accident : après avoir été constamment présenté comme « Phil de l'équipe Wizards », les gens commencent finalement à le raccourcir en « Phil Wizard ». Il a depuis admis que ce nom n'aurait pas été son premier choix.
Kim entre dans l'histoire en janvier 2019 lorsqu'il devient le premier Canadien à remporter les Undisputed Masters (en) pendant la cinquième édition au Maroc. Cette année-là, il est également le premier Canadien à être invité à la finale mondiale du Red Bull BC One.
Kim remporte la médaille d'or aux Championnats du monde de breakdance en 2022 à Séoul, en Corée du Sud, battant plus de 250 concurrents pour son titre mondial,,.
En mai 2023, il remporte le championnat panaméricain de breaking qui a lieu à Santiago au Chili. En août suivant, il est choisi avec trois autres athlètes pour représenter le Canada aux Jeux panaméricains de 2023 (en) en breaking,. Phil Wizard remporte ensuite en septembre une médaille d’argent aux Championnats du monde de breakdance 2023,. En novembre, il remporte l'or aux Jeux panaméricains, de nouveau à Santiago, et se qualifie directement pour le breaking aux Jeux olympiques d'été de 2024. Cela fait suite à deux victoires aux évènements mondiaux Breaking for Gold, en deuxième place à Rio de Janeiro au Brésil et en première place à la compétition de Montpellier en France.
En août 2024, Phil Wizard remporte la médaille d'or durant les épreuves de breaking aux Jeux olympiques d'été de Paris.